# Hughes TH-55 Osage
Hughes TH-55 Osage je bil lahki večnamenski/trenažerni helikopter z batnim pogonom. Včasih je imel tudi oznako Model 269 ali Model 269. Verzijo Model 300C je proizvajal in razvijal tudi Schweizer po letu 1983. Vseh modelov je bilo izdelanih čez 2800, kar jih uvršča med najbolj proizvajane helikopterje.
Leta 1955 je divizija podjetja Hughes Tool Company, ki je pozneje postala Hughes Helicopters) sklepala, da obstaja trg za majhne, lahke in poceni dvosede helikopterje. Firma je začela s proizvodnjo Model 269 spetembra 1955. Prvič je poletel 2. oktobra 1956.  Leta 1960 je vstopil v proizvodnjo. Hughes si je uspešno zagotovil del trga majhnih helikopterjev.
Helikopterj se je uporabljal za agrikulturne dejavnosti, policijsko delo, terniranje helikopterskih pilotov in drugo.
Hughes ima trikraki povsem artikularni glavni rotor in dvokraki repni. Kontrole so direktno povezave, ni hidravličnega sistema. Po navadi je imel dvojne kontrole, na civilnem 269A je to bilo opcija.
Leta 1958 je Hughes ponudil 269 Ameriški kopenski vojski za zamenjavo OH-13 Sioux in OH-23 Raven, na koncu je bil zavrnjen. Zato se je Hughes skoncentriral na civilni trgo. Do leta 1963 so izdelovali 20 helikopterjev na mesec.
Vojska ni hitela 269 za bojne misije, je pa uporabila  Model 269A kot trenažerni helikopter in mu dala oznako TH-55A Osage. V uporabi je ostal do leta 1988, dokler ga ni zamenjal  UH-1 Huey. Na TH-55 se je izšolalo več kot 60000 ameriških pilotov. 

## Tehnične specifikacije(Hughes 269A)
- Posadka: 2
- Dolžina: 28 ft 11 in (8,8 m)
- Premer rotorja: 25 ft (7,6 m)
- Višina: 7 ft 11 in (2,4 m)
- Površina rotorja: 490,9 ft² (45,6 m²)
- Prazna teža: 896 lb (406 kg)
- Naložena teža: 1550 lb (703 kg)
- Motor: 1 × Lycoming HIO-360-B1A batni, 180 KM (134 kW)

- Največja hitrost: 78 vozlov (90 mph)
- Potovalna hitrost: 65 vozlov (75 mph)
- Dolet: 203 nm (233 milj)
- Višina leta (servisna): 14 630 ft (4 460 m)